# TT114
La tombe thébaine TT 114 est située à Cheikh Abd el-Gournah, dans la nécropole thébaine, sur la rive ouest du Nil, face à Louxor en Égypte.
C'est la sépulture d'un occupant dont le nom est perdu. Il est orfèvre en chef du domaine d'Amon. La tombe est datée de la XXe dynastie.